# Bembèrèkè
Bembèrèkè is een van de 77 gemeenten (communes) in Benin. De gemeente ligt in het departement Borgou en heeft een oppervlakte van 3.106 km². In 2013 telde Bembèrèkè 131.255 inwoners. De gemeente is opgedeeld in vijf arrondissementen:
- Bembéréké (684 km², bestaande uit tien wijken (quartiers))
- Beroubouay (284 km², bestaande uit vijf dorpen (villages))
- Bouanri (1087 km², bestaande uit negen dorpen)
- Gomia (360 km², bestaande uit tien dorpen)
- Ina (691 km², bestaande uit negen dorpen)[2]

De autoweg RNIE2 loopt door Bembèrèkè.

## Geschiedenis
Bembèrèkè is van oorsprong een dorp van de Bariba. Volgens de legende werd het gesticht door de olifantenjager Sounonpenti. Bio Guera, leider van het verzet tegen de Franse inlijving van Borgoe, werd in 1916 in Bembèrèkè door het Franse koloniale leger gedood. In 1978 werd Sinendé afgesplitst van Bembèrèkè en werd het een zelfstandige gemeente.

## Geografie
Bembèrèkè ligt op een grotendeels vlak plateau dat de waterscheiding vormt tussen de stroomgebieden van de Niger en de Ouémé. Het landschap bestaat voornamelijk uit bossavanne. In de gemeente ligt het beschermd bosgebied van Ouémé Supérieur.
Het klimaat telt twee seizoenen: een droog seizoen van november tot maart en een regenseizoen van april tot oktober. In de wintermaanden waait de warme en droge harmattan vanuit het noordoosten. De jaarlijke gemiddelde neerslaghoeveelheid bedraagt ongeveer 1.200 mm.

## Bevolking

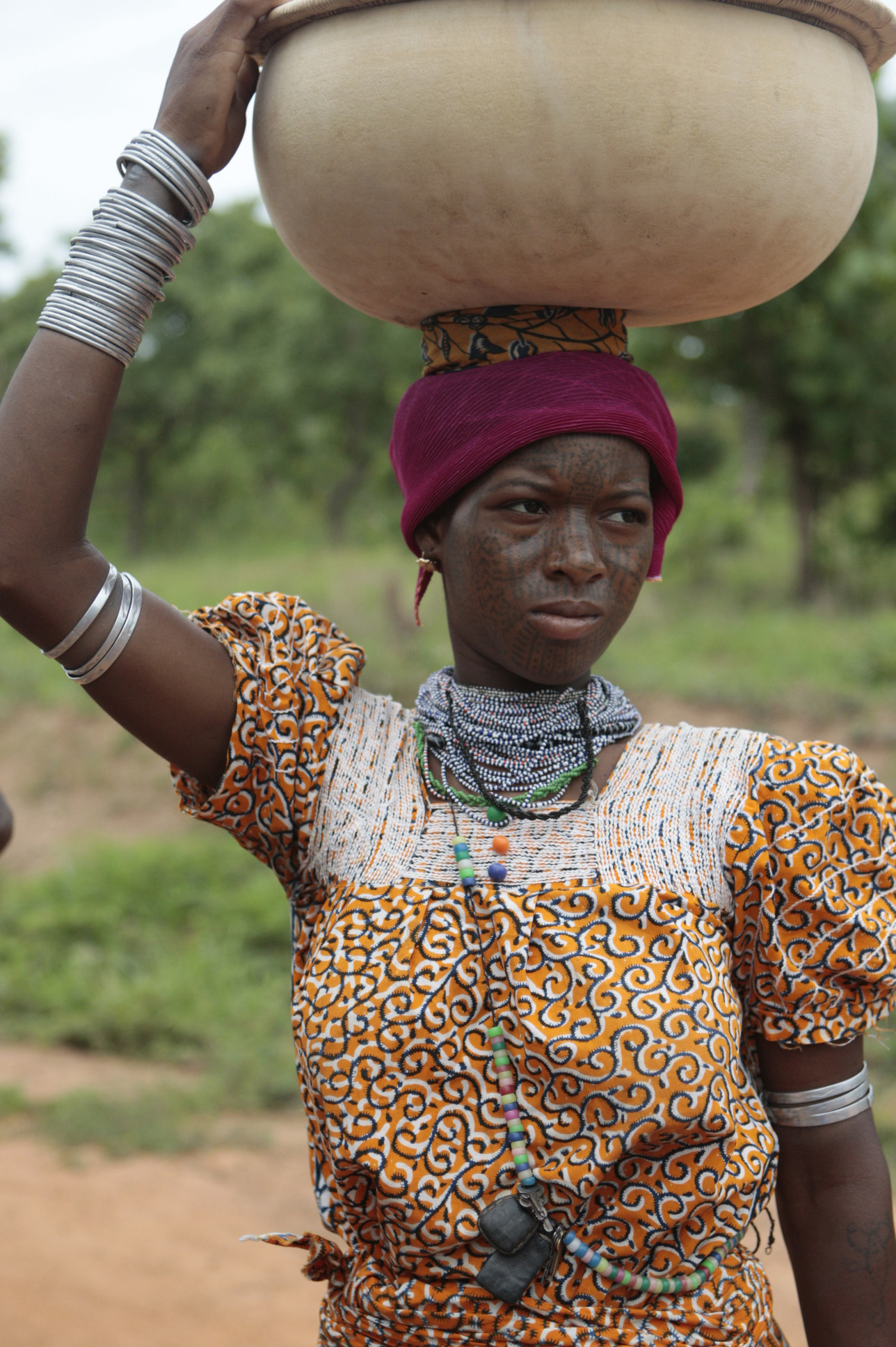
Vrouw nabij het dorp Wanrarou (2009)

In 2013 telde Bembèrèkè 131.255 inwoners. In 2002 waren dat er 94.580. Het stedelijke arrondissement Bembèrèkè telde in 2002 24.594 inwoners.
In 2002 bestond de bevolking voornamelijk uit twee grote groepen: Bariba (48,3%) en Fulbe, met daarbij de verwante Gando (38,1%). Kleinere bevolkingsgroepen zijn de Dendi, Ditamari, Yoruba, Nago en Fon. In 2002 was 69% van de bevolking moslim, 11,6% katholiek en 3,3% protestants christelijk.
Opm: Bevolkingscijfers in duizendtallen
Bron: Bembéréké Commune in Benin; 1979-2013: volkstellingen
Bron: Institut National de la Statistique Benin; 2013: volkstelling

## Economie
Ongeveer driekwart van de bevolking leeft van de landbouw. Voedselgewassen zijn voornamelijk yams, maïs en gierst. Voor de exportmarkt worden katoen en aardnoten geteeld. Ook is er extensieve veeteelt. In de gemeente is er een militair opleidingsinstituut (Prytanée militaire).

## Afbeeldingen

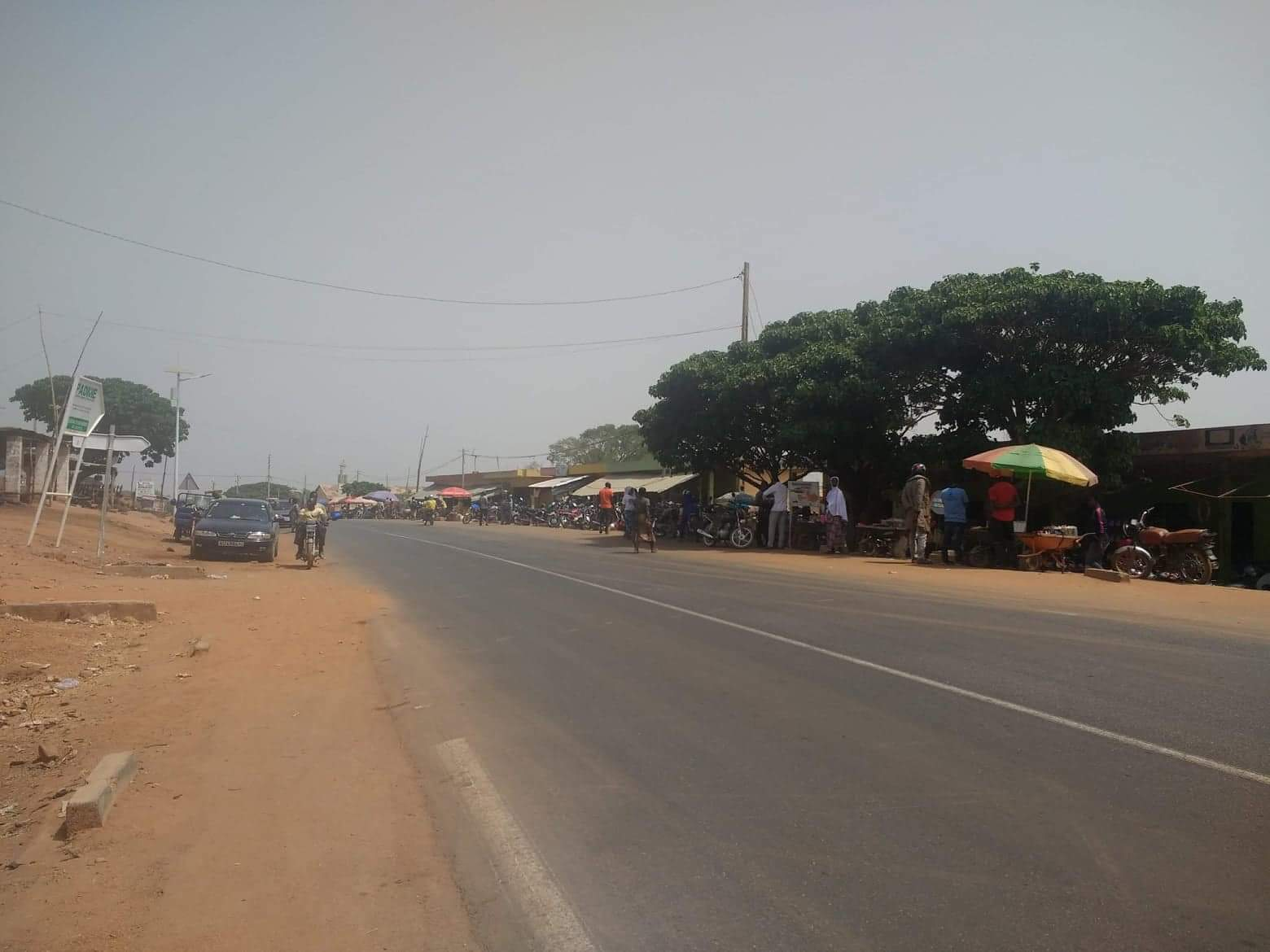
De RNIE2 door Bembèrèkè
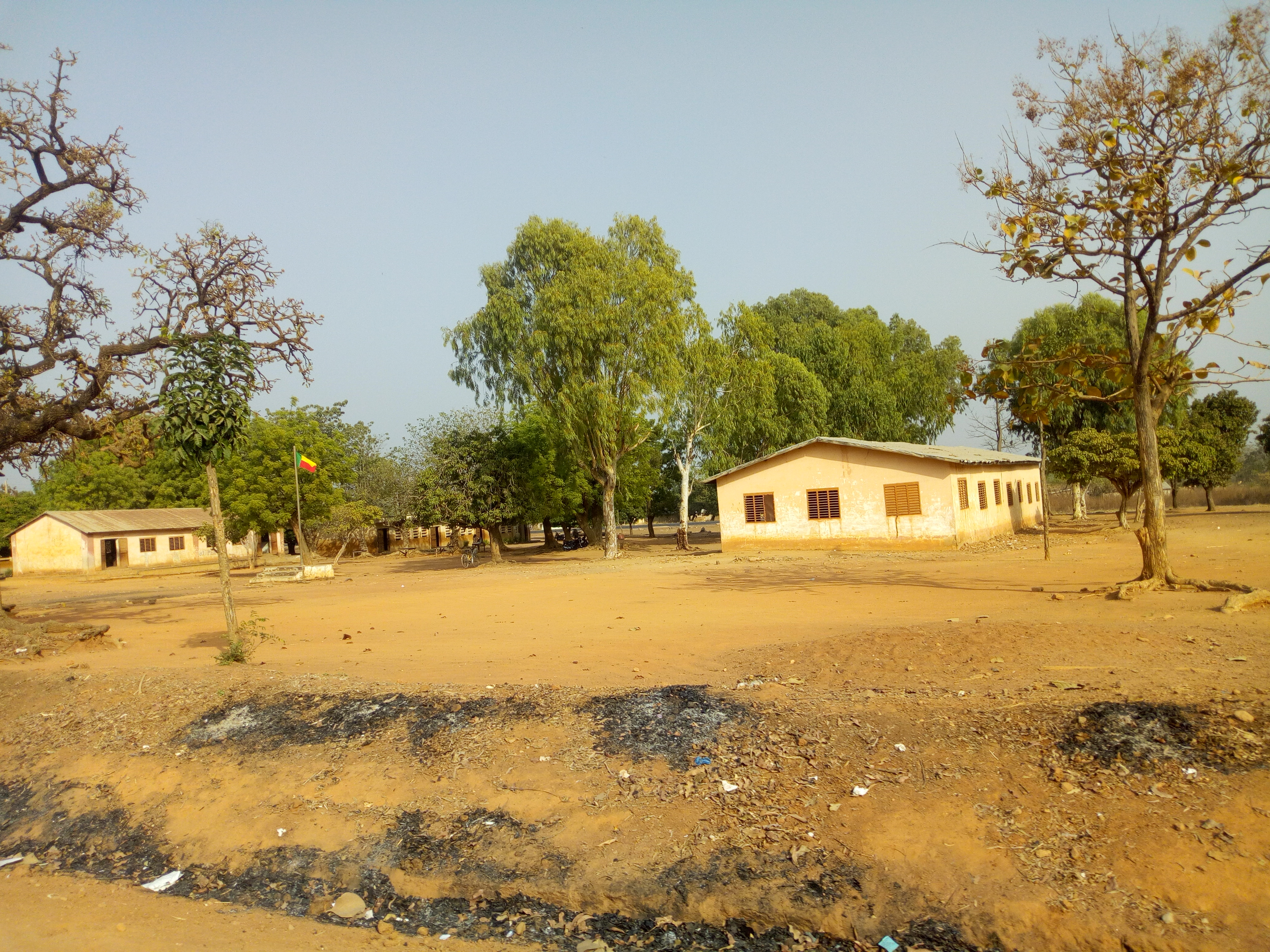
Een openbare school
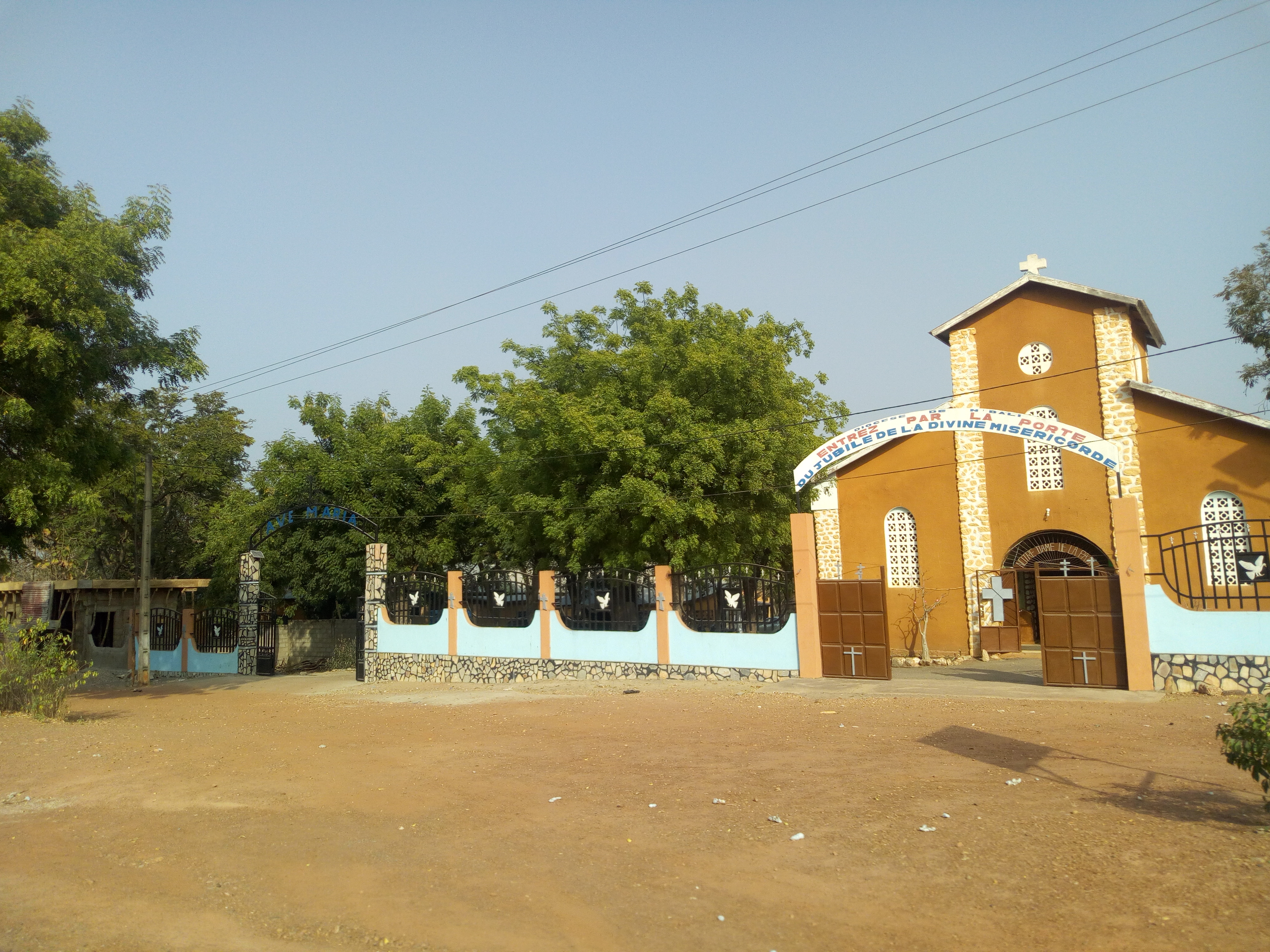
Een katholieke kerk
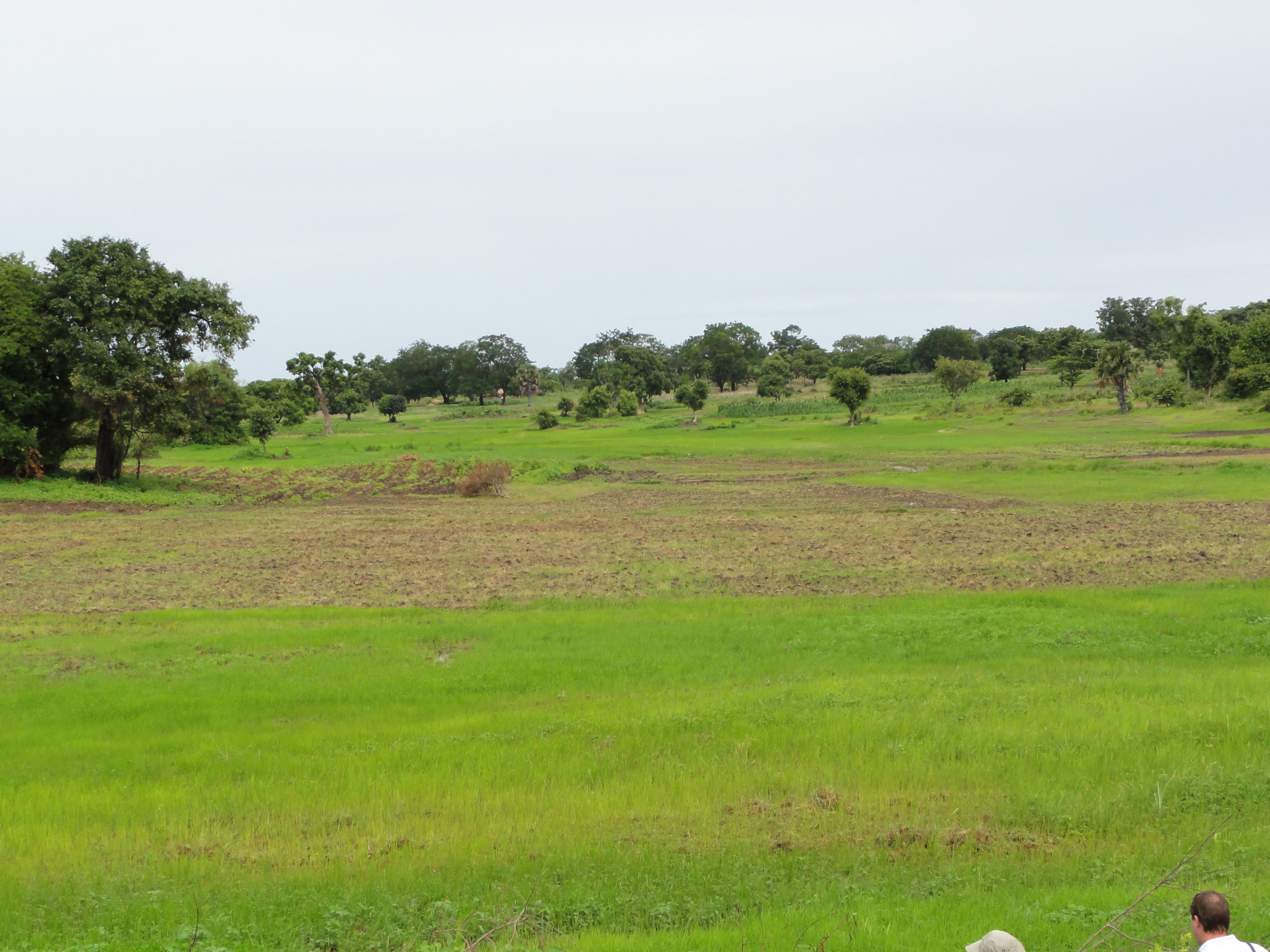
Rijstvelden
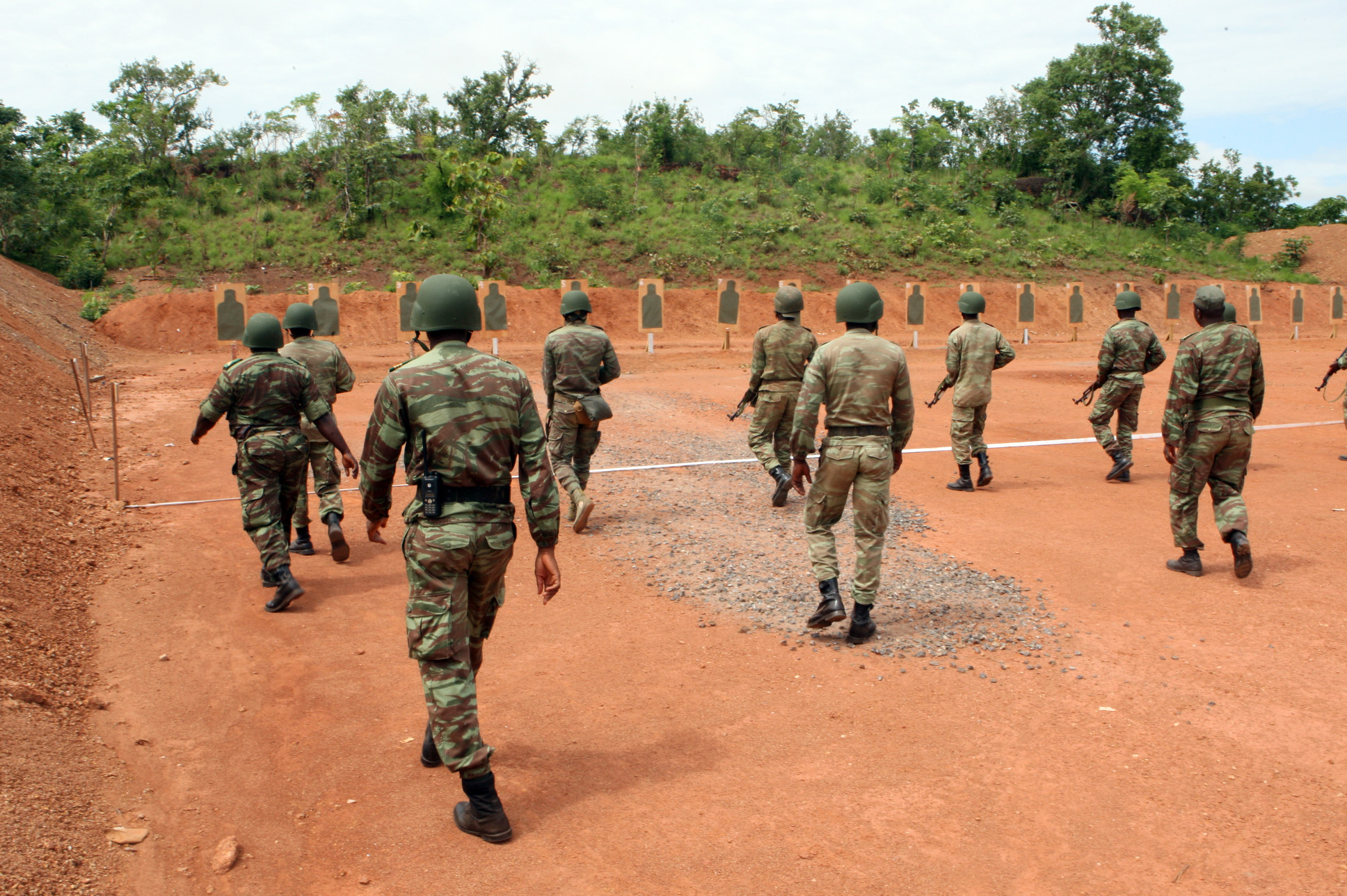
Militair kamp